# Feel Invincible
Fell Invincible è un singolo della band statunitense Skillet, primo singolo estratto dall'album Unleashed. Il video musicale è stato rilasciato il 29 giugno 2016.